# Цветана Джерманова
Цветана Драганова Джерманова е българска анархистка, последната оцеляла лагеристка от Белене.

## Биография
Родена е на 20 март 1928 г. в село Лесковец, област Перник в петчленно семейство – родителите ѝ Райна и Драган Милеви и двама братя Максим и Васил. Завършва Първоначалното училище в с. Лесковец и Прогимназията в Батановци. В периода 1942 – 1946 г. учи в Пернишката девическа гимназия и след завършване кандидатства специалност „Агрономство“ в Софийския университет, където не успява да влезе без характеристика от местния комитет на Отечествения фронт. През 1957 г. завършва Минен техникум – Перник, а през 1966 г. – Икономически техникум – Перник.
От 1946 г. се увлича по идеите на анархизма, когато започват първите ѝ срещи с младежи анархисти от Минния техникум в Перник. След отказа да ѝ бъде издадена характеристика за университет, заедно с Любомир Джерманов и Мария Доганова, решават да организират среща на младежи анархисти от Югозападна България в местността „Китка“ край Гигинския манастир. Подобен събор е проведен за пръв път през последната седмица на август 1937 г. На организираната през 1946 г. среща се събират предимно младежи от селата Лесковец и Косача. Групите от Перник, Радомир и София са спрени от полицаи на гара Батановци, а тези от с. Бегуновци – от Брезнишката полиция.
На 16 декември 1948 г. е арестувана при акция срещу анархистите в България, няколко дни преди V конгрес на Българската комунистическа партия. В килиите на Държавна сигурност в Перник престоява двадесет дни, след което е въдворена в ТВО „Босна“, село Босна, в периода януари 1949 – декември 1951 г. През декември 1951 г. е преместена в лагер „Щурчето“ на остров Персин, където е въдворена до 20 април 1952 г.
През 1948 г. се омъжва за Любомир Джерманов. Живеят в Перник и имат две деца – Елза и Иво. През периода 1975 – 1976 г. съпругът ѝ е изселен в с. Окорш, Силистренско и гара Кръстец (Въглищна мина „Кръстец“) край Габрово поради анархистични увлечения. Любомир Джерманов умира през 2005 г. в Перник.
През 2011 г. излиза от печат биографичната книга на Цветана Джерманова „Спомени от лагерите“, а през 2017 г. Българска национална телевизия заснема филм „Отворени досиета“, посветен на въдворяването ѝ в ТВО „Босна“ и „Белене“.
Личният ѝ архив се съхранява във фонд № 1195 в Държавен архив – Перник. Той се състои от 20 архивни единици от периода 1923 – 2018 г.

## Цитати
- Под знаме, по което се стреля, не се събират много хора